# Jozef Bojs
Jozef Bojs [] (* 12. maj 1921. u Krefeldu; † 23. januar 1986. u Diseldorfu) je bio nemački performer, skulptor, grafički umetnik, teoretičar umetnosti i profesor na Kunstakademie u Diseldorfu.
Bojs se u svom velikom umetničkom opusu suočavao sa pitanjima humanizma, sociologije i antropozofije. To je dovelo do specifične definicije umetnosti kroz „prošireni pojam umetnosti“ i dalje do koncipiranja pojma socijalne skulpture kao sveobuhvatnog umetničkog dela.
Krajem sedamdesetih on se intenzivno zalagao za kreativno angažovanje umetnika u društvu i politici.
On danas globalno važi za jednog od najvažnijih umetnika 20. veka i kao „antipod“ Endiju Vorholu.

## Bibliografija
Publikacije o Bojsu
- Aufruf zur Alternative in: Frankfurter Rundschau, 23. decembar 1978.
- Energy Plan for the Western Man. Joseph Beuys in America. New York. 1990. ISBN 978-0-941423-44-1., Compiled by Carin Kuoni. Four Walls Eight Windows.
- Gespräch zwischen Joseph Beuys und Hagen Lieberknecht, Geschrieben von Joseph Beuys. In: Joseph Beuys, Zeichnungen 1947–59 I. Schirmer Verlag, Köln 1972; Tiraž 2.000 Exemplaren,

Bojsovi govori
- Beuys, Joseph (2010). Aktive Neutralität – Die Überwindung von Kapitalismus und Kommunismus. FIU-Verlag. ISBN 978-3-928780-10-0.. FIU-Verlag, Wangen 1994/4.
- Beuys, Joseph (1997). Ein kurzes erstes Bild von dem konkreten Wirkungsfelde der Sozialen Kunst. FIU-Verlag. ISBN 978-3-928780-15-5.. FIU-Verlag, Wangen 2006/3.
- Beuys, Joseph (1992). KUNST = KAPITAL. Achberger Vorträge. FIU-Verlag. ISBN 978-3-928780-03-2.. FIU-Verlag, Wangen.
- Beuys, Joseph (2006). Mein Dank an Lehmbruck. Eine Rede. München. ISBN 978-3-8296-0225-9.. Schirmer/Mosel.
- Beuys, Joseph (1995). Sprechen über Deutschland. Rede vom 20. November 1985 in den Münchener Kammerspielen. FIU-Verlag. ISBN 978-3-928780-14-8.. FIU-Verlag, Wangen 2002/2.
- . In: Mayer, Hans (1985). „Sprechen über dieses Land”. Reden über das eigene Land 3. München. ISBN 978-3-570-06226-5.. C. Bertelsmann.

Katalozi izložbi
- Marion Ackermann (ed): Ackermann, Marion; Beuys, Joseph; Malz, Isabelle (2010). Joseph Beuys. Parallelprozesse. München. ISBN 978-3-8296-0482-6. Непознати параметар |DUPLICATE_isbn= игнорисан (помоћ), Kunstsammlung Nordrhein-Westfalen, Düsseldorf, 11. September 2010 bis 16. Januar 2011. Schirmer/Mosel.  (englische Ausgabe. )
- Susanne Anna (ed): Anna, Susanne (2008). Joseph Beuys, Düsseldorf. Hatje Cantz. ISBN 978-3-7757-1992-6.. Hatje Cantz, Stadtmuseum Düsseldorf, 29. September bis 30. Dezember 2007, Ostfildern.
- Eugen Blume/ Cathrine Nichols (ed): (2008). Beuys. Die Revolution sind wir. ISBN 978-3-88609-649-7., Hamburger Bahnhof – Museum für Gegenwart, Berlin, 3. Oktober 2008 bis 25. Januar 2009. Steidl, Göttingen.
- Jörg Schellmann (Kat.): Schellmann, Jörg (2011). Joseph Beuys. Eine farbige Welt. Objekte, Plastiken, Drucke 1970–1986. München. ISBN 978-3-8296-0547-2., Schellmann Art, München, 1. bis 30. Juni 2011. Schellmann Art, Schirmer/Mosel.
- Jörg Schellmann (Kat.): Beuys, Joseph (2011). Joseph Beuys. ich (ich selbst die Iphigenie). Plastiken, Objekte, Zeichnungen und Photographien. München. ISBN 978-3-8296-0549-6., Schellmann Art, München, 2. bis 31. Mai 2011. Schellmann Art, Schirmer/Mosel.
- Klaus Schrenk (Vorw.): (2007). Joseph Beuys. Zeichnungen. ISBN 978-3-925212-68-0., Staatliche Kunsthalle Karlsruhe, 21. Oktober 2006 bis 7. Januar.
- Armin Zweite: (1986). Beuys zu Ehren. ISBN 978-3-88645-075-6., Lenbachhaus München, 16. Juli bis 2. November.

Prikazi
- Monika Angerbauer-Rau: (1998). Beuys-Kompass. Ein Lexikon zu den Gesprächen von Joseph Beuys. ISBN 978-3-7701-4378-8.. DuMont Buchverlag, Köln.
- Götz Adriani, Winfried Konnertz und Karin Thomas: (1994). Joseph Beuys. ISBN 978-3-7701-3321-5.. DuMont; Neuauflage, Köln.
- Eva Beuys (ed): (2000). Joseph Beuys. Das Geheimnis der Knospe zarter Hülle, Texte 1941–1986. München. ISBN 978-3-88814-869-9.. Schirmer/Mosel.
- Eva Beuys, Wenzel Beuys. Joseph Beuys. Eurasienstab, 1967. ISBN 978-3-86521-194-1.. Steidl-Verlag, Göttingen 2005 (Nr. V der Schriftenreihe des Joseph Beuys Medien-Archivs); (Heft mit DVD).
- Clara Bodenmann-Ritter: (1991). Joseph Beuys. Jeder Mensch ein Künstler. Gespräche auf der documenta 5/1972. ISBN 978-3-548-34450-8.. Ullstein TB; Neuauflage.
- Lynne Cooke, Karen Kelly (ed): (1994). Joseph Beuys. Arena – wo wäre ich hingekommen, wenn ich intelligent gewesen wäre!. Stuttgart: Cantz Verlag. ISBN 978-3-89322-620-7. Dia Center for the Arts.
- Reinhard Ermen (2010). Joseph Beuys (2nd изд.). ISBN 978-3-499-50623-9.. Rowohlt, Reinbek bei Hamburg 2007.
- Rolf Famulla (2008). Joseph Beuys: Künstler, Krieger und Schamane – Die Bedeutung von Trauma und Mythos in seinem Werk. Psychosozial-Verlag. ISBN 978-3-89806-750-8.* Silvia Gauss (1995). Joseph Beuys. Gesamtkunstwerk Freie und Hansestadt Hamburg. FIU-Verlag. ISBN 978-3-928780-12-4., Wangen.
- Volker Harlan (1986). Was ist Kunst? Werkstattgespräch mit Joseph Beuys. Stuttgart: Urachhaus. ISBN 978-3-87838-482-3.
- Volker Harlan, Rainer Rappmann, Peter Schata (1976). Soziale Plastik. Materialien zu Joseph Beuys. ISBN 978-3-88103-065-6.. Achberger Verlagsanstalt, Achberg.
- Wilfried Heidt (1989). Die Umstülpung des demiurgischen Prinzips. Joseph Beuys, die Aufgabe der Deutschen und der dreiundzwanzigste Mai 1989. Vortrag Sommer 1987. In: Die unsichtbare Skulptur. Zum erweiterten Kunstbegriff von Joseph Beuys. Stuttgart. ISBN 978-3-87838-608-7., hrsg. von der FIU Kassel.
- Werner Hofmann:. Die Moderne im Rückspiegel. Hauptwege der Kunstgeschichte. ISBN 978-3-406-43540-9.. C. H. Beck, München 1998 („Das 20. Jahrhundert. Triumph der Mehransichtigkeit“).
- Holzhey, Magdalena (2009). Im Labor des Zeichners. Joseph Beuys und die Naturwissenschaft. Berlin: Dietrich Reimer Verlag. ISBN 978-3-496-01412-6.
- Veit Loers, Pia Witzmann (ed): (1993). Joseph Beuys. documenta Arbeit. Stuttgart. ISBN 978-3-89322-580-4.. Edition Cantz.
- Karin von Maur, Gudrun Inboden (Bearb.): Malerei und Plastik des 20. Jahrhunderts, Staatsgalerie Stuttgart 1982,
- Kaspar Mühlemann (2011). Christoph Schlingensief und seine Auseinandersetzung mit Joseph Beuys. P. Lang. ISBN 978-3-631-61800-4. Mit einem Nachwort von Anna-Catharina Gebbers und einem Interview mit Carl Hegemann (Europäische Hochschulschriften, Reihe 28: Kunstgeschichte, Bd. 439), Peter Lang Verlag, Frankfurt am Main u.a.
- Hiltrud Oman (1998). Joseph Beuys. Die Kunst auf dem Weg zum Leben. München: Heyne. ISBN 978-3-453-14135-3.
- Uwe M. Schneede: (2001). Die Geschichte der Kunst im 20. Jahrhundert. München. ISBN 978-3-406-48197-0.. C. H. Beck.
- Edmund Spohr, Hatto Küffner (2004). Düsseldorf. Eine Stadt zwischen Tradition und Vision, Düsseldorfer von Welt. ISBN 978-3-933969-39-2.. B.o.s.s Druck und Medien, Kleve.
- Heiner Stachelhaus (1993). Joseph Beuys. München: Heyne. ISBN 978-3-453-03399-3. Непознати параметар |DUPLICATE_year= игнорисан (помоћ)
- Johannes Stüttgen (2008). Der Ganze Riemen. Der Auftritt von Joseph Beuys als Lehrer – die Chronologie der Ereignisse an der Staatlichen Kunstakademie Düsseldorf 1966–1972. König. ISBN 978-3-86560-306-7.. Hrsg. Hessisches Landesmuseum Darmstadt, Verlag der Buchhandlung Walter König, Köln.
- Johannes Stüttgen (1988). Zeitstau. Im Kraftfeld des erweiterten Kunstbegriffs von Joseph Beuys. Sieben Vorträge im Todesjahr von Joseph Beuys. Stuttgart. ISBN 978-3-87838-585-1.. Urachhaus Johannes M. Mayer GmbH.
- Harald Szeemann (ed): Beuysnobiscum. Neuausgabe. Verlag der Kunst, Dresden 1997.
- Franz-Joachim Verspohl: . In: Öffentliche Kunstsammlung Basel/ Edition Schellmann (ed): Verspohl, Franz-Joachim; Beuys, Joseph (1993). „. In: Öffentliche Kunstsammlung Basel/ Edition Schellmann (ed)”. Joseph Beuys. 4 Bücher aus: "Projekt Westmensch" 1958. Ed. Schellmann. стр. 8—28. ISBN 978-3-921629-43-7., Faksimile, Köln/ New York. ; (PDF, 295 kB)
- Susanne Willisch, Bruno Heimberg (ed): Willisch, Susanne (2007). Joseph Beuys. Das Ende des 20. Jahrhunderts. Die Umsetzung vom Haus der Kunst in der Pinakothek der Moderne München. Doerner Institut, Bayerische Staatsgemäldesammlungen. ISBN 978-3-8296-0287-7.. Schirmer/Mosel, München 2007 (Doerner Institut; Bayerische Staatsgemäldesammlungen).